# Premio Amanda 1988
La IV edizione del premio cinematografico norvegese premio Amanda (Amanda Awards in inglese) si tenne nel 1988.

## Vincitori
- Miglior film - L'arciere di ghiaccio
- Miglior film per bambini - Nattseilere
- Miglior attrice - Anne Krigsvoll (per Av måneskinn gror det ingenting)
- Miglior film straniero - Dirty Dancing - Balli proibiti
- Premio onorario - Per Aabel